# Ditwah

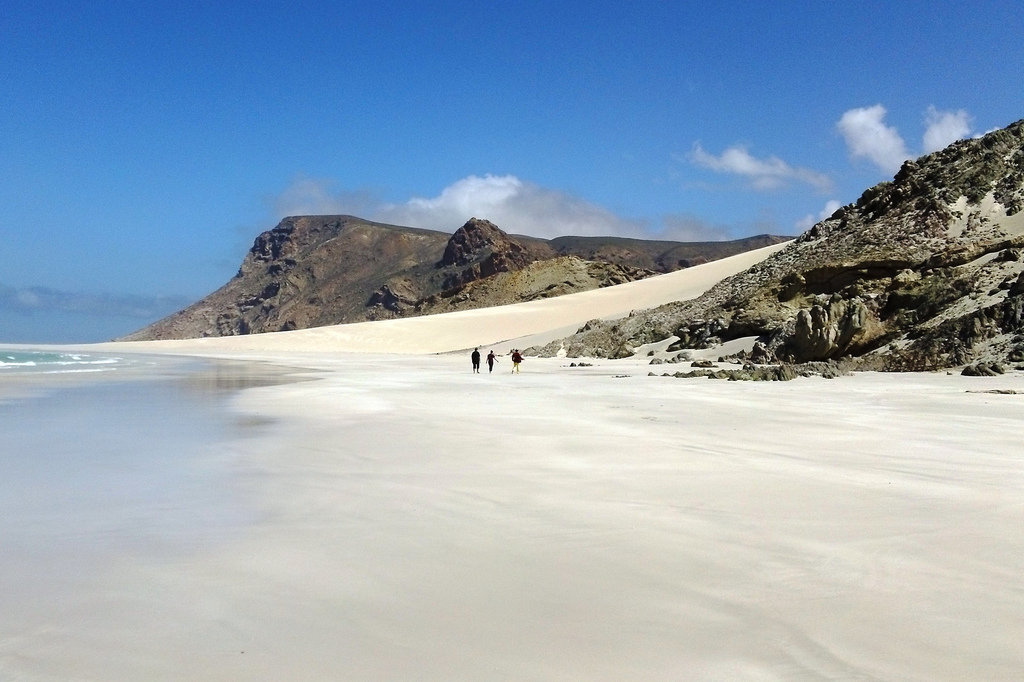
Laguna Ditwah

Ditwah (Detwah), Kalansijja (Qalansiya) – laguna leżąca w północno-zachodniej części wyspy Sokotra należącej do Jemenu. Obszar objęty jest konwencją ramsarską, a także uznany przez BirdLife International za ostoję ptaków IBA. Laguna Ditwah jest chroniona na mocy konwencji ramsarskiej jako Ditwah Protected Area o powierzchni 580 ha od 8 października 2007, jako obszar przyrody chronionej nr 1736; jedyny objęty tą konwencją obszar Jemenu.

## Warunki naturalne
Wiadome jest, że laguna Ditwah istniała w obecnej formie w roku 1964. Wysokość wynosi do 20 m n.p.m., całościowo jako obszar chroniony konwencją ramsarską do 400 m n.p.m.; głębokość do 2 m. Od strony lądu lagunę otacza równina z przedstawicielem wilczomleczowatych – Croton socotranus. W obszarze laguny występują trawy morskie z gatunków Halodule uninervis oraz Cymodocea rotundata.
Wzgórza otaczające lagunę złożone są głównie z wapieni, na zachodzie występuje także granit. Średnia temperatura wynosi 27 °C, a średnia roczna suma opadów 200 mm. Opady występują głównie w październiku i od kwietnia do maja. Od grudnia do lutego i od czerwca do sierpnia występują silne wiatry. Temperatura wody wynosi średnio 23 °C. Najbliższą miejscowością, leżącą 1,6 km na południe od laguny jest Kalansijja.

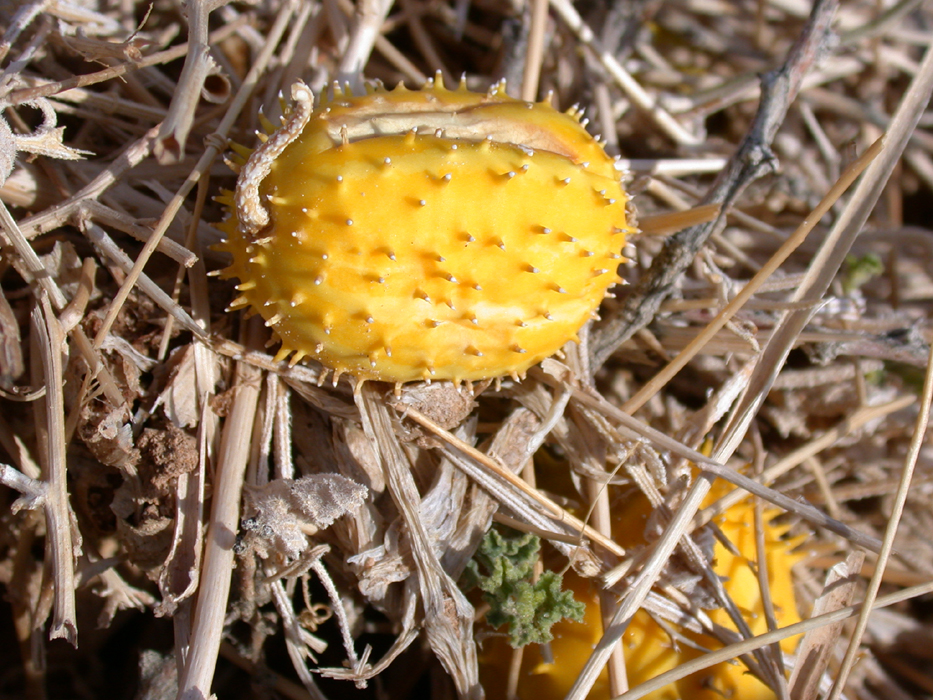
Owoce ogórka z gatunku Cucumis prophetarum

Z mniej znaczących gatunków roślin wymienić można trawy morskie Cymodocea serrulata i Halophila ovalis. Z alg występują brunatnice – przedstawiciele Saragassum i Spatoglossum oraz Dictyota ceylanica i Gracilaria canaliculata, a także krasnorosty – przedstawiciele Jania, Rosenvingea intricata i Hypnea boergesenii. W części lądowej występują m.in. adenium arabskie (Adenium obesum), endemiczne dla wyspy Jatropha unicostata i Carphalea obovata, indygowce (Indigofera), drzewa Acacia microphylla i Euphorbia arbuscula oraz ogórek Cucumis prophetarum.

## Fauna
Odnotowano dwa gatunki gąbek, choć ich status jest niepewny: Pseudoceratina arabica i Haliclona bawiana. Z całego obszaru Sokotry, jedynie w lagunie Ditwah odnotowano narażone na wyginięcie płaszczki Taeniurops meyeni oraz Himantura uarnak. Jedynym występującym tu gatunkiem mięczaka jest ostryga Saccostrea cucullata. Liczniejsze są szkarłupnie; z rodziny Holothuroidae występują Holothuria atra, Holothuria edulis oraz Holothuria leucospilota, a z Synaptidae tylko Synapta maculata. Ze skorupiaków wymienić można np. kraby: przedstawiciela Ocypodidae – Uca inversa, Metopograpsus messor z rodziny Grapsidae oraz Pseudozius caystrus (Pseudoziidae). Odnotowano 22 gatunki ryb. Są to m.in. Trachinotus baillonii, Gerres filamentosus, Lethrinus harak, orleń cętkowany (Aetobatus narinari) i Terapon puta.

### Awifauna
Ostoja ptaków IBA została utworzona w roku 1994 ze względu na występującą tu mewę przydymioną (Larus hemprichii). Odnotowano 32 gatunki ptaków, zarówno osiadłych, jak i przystępujących tu jedynie do lęgowów. Żaden z endemicznych dla Sokotry nie należy do tej grupy, z wyjątkiem świergotka długodziobego (Anthus similis) podgatunku sokotrae. Wyłącznie przelotem pojawia się jedynie rybitwa wielkodzioba (Sterna caspia). Więcej gatunków natomiast zimuje w lagunie, jak np.: szlamnik zwyczajny (Limosa lapponica), biegus zmienny (Calidris alpina), biegus krzywodzioby (Calidris ferruginea) i rybitwa czubata (sterna sandvicensis). Do gatunków osiadłych w okolicy laguny należy zagrożony wymarciem ścierwnik (Neophron pecnoptrus) oraz m.in. pustułka zwyczajna (Falco tennunculus), dzierzba śródziemnomorska (Lanius meridionalis), tajfunnik grubodzioby (Bulweria fallax) i sieweczka morska (Charadrius alexandrinus).